# Campionati europei di ginnastica ritmica 2011
I Campionati europei di ginnastica ritmica 2011 sono stati la 27ª edizione della competizione continentale. Si sono svolti a Minsk, in Bielorussia, dal 25 al 29 maggio 2011.

## Podi

### Senior
| Evento             | Oro              | Punti  | Argento          | Punti  | Bronzo           | Punti  |
| Concorso a squadre | Russia           |        | Bielorussia      |        | Ucraina          |        |
| Cerchio            | Evgenija Kanaeva | 29,450 | Dar'ja Kondakova | 29,025 | Ljubou Čarkašina | 28,200 |
| Palla              | Ljubou Čarkašina | 28,450 | Evgenija Kanaeva | 28,350 | Dar'ja Dmitrieva | 27,575 |
| Clavette           | Ljubou Čarkašina | 28,300 | Neta Rivkin      | 27,900 | Alina Maksymenko | 27,575 |
| Nastro             | Evgenija Kanaeva | 29,275 | Dar'ja Kondakova | 29,075 | Silvija Miteva   | 27,825 |

### Junior
| Evento          | Oro    | Punti  | Argento     | Punti  | Bronzo      | Punti  |
| Gruppo - 5 funi | Russia | 27,100 | Bielorussia | 26,500 | Azerbaigian | 25,825 |

## Medagliere
| Pos.   | Paese       | Oro | Argento | Bronzo | Totale |
| ------ | ----------- | --- | ------- | ------ | ------ |
| 1      | Russia      | 3   | 3       | 1      | 7      |
| 2      | Bielorussia | 2   | 1       | 1      | 4      |
| 3      | Israele     | 0   | 1       | 0      | 1      |
| 4      | Ucraina     | 0   | 0       | 2      | 2      |
| 5      | Bulgaria    | 0   | 0       | 1      | 1      |
| Totale | Totale      | 5   | 5       | 5      | 15     |